# Bomba de hormigón

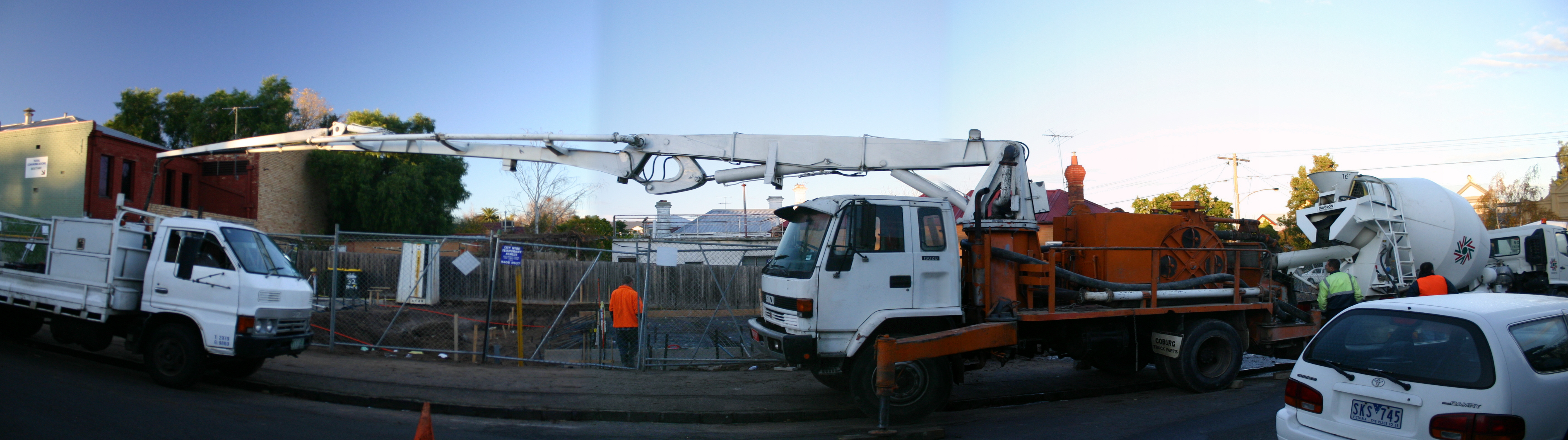
Debido a que es un fluido, el hormigón puede bombearse a donde se necesita. Aquí, un camión de transporte de concreto está alimentando concreto a un bombeador de concreto, que lo está bombeando hacia donde se vierte una losa.

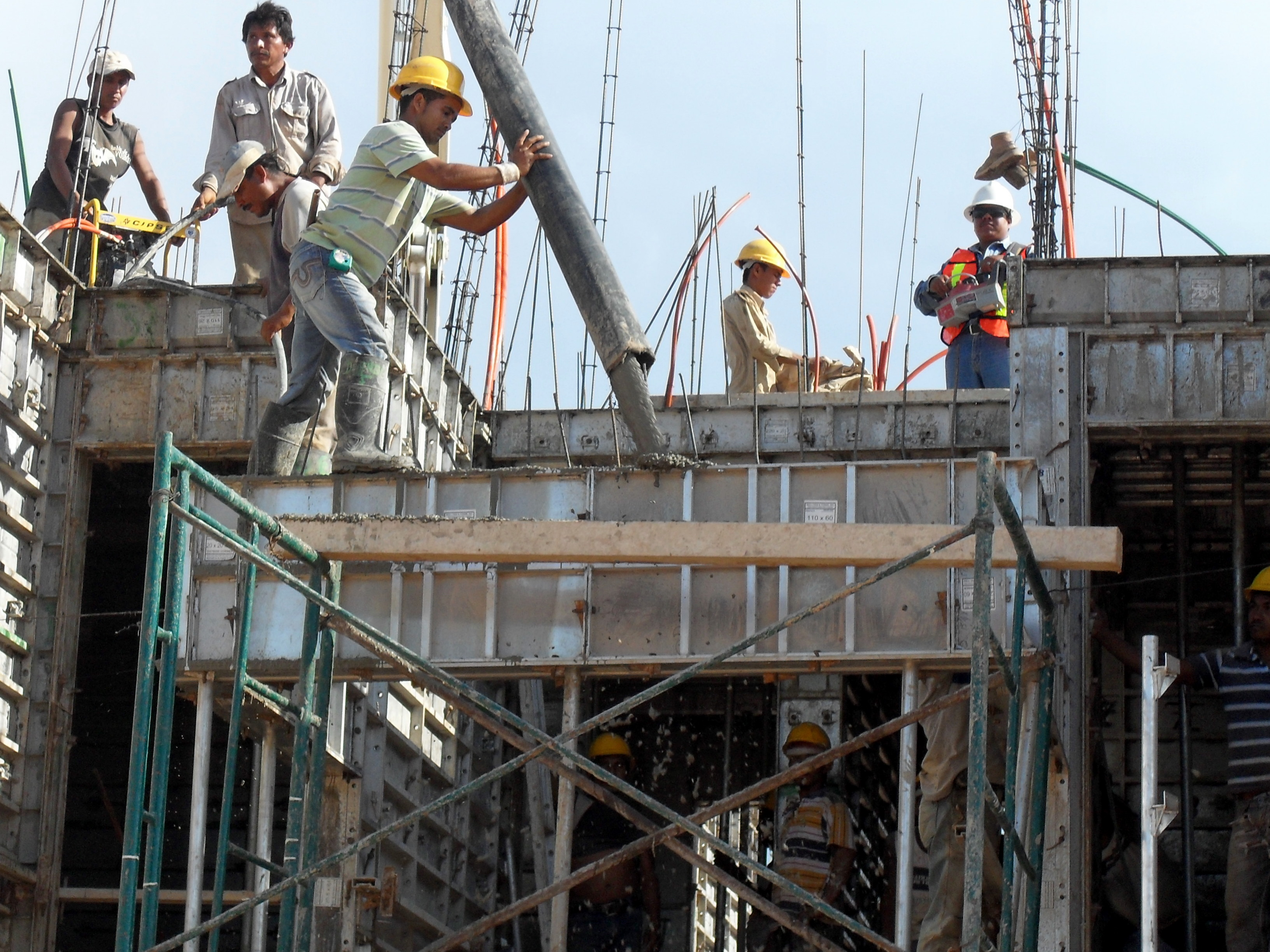
Bombeo de hormigón en encofrados de hormigón de aluminio en México.

Una bomba de hormigón  o bomba de concreto es una máquina utilizada para transferir hormigón líquido mediante bombeo. Hay dos tipos de bombas de concreto.
El primer tipo de bomba de hormigón está acoplado a un camión o las unidades más largas están en semirremolques. Se lo conoce como bomba de hormigón de brazo porque utiliza un brazo robótico de articulación controlado remotamente (llamado brazo) para colocar el hormigón con precisión. Las bombas de pluma se utilizan en la mayoría de los proyectos de construcción más grandes ya que son capaces de bombear a volúmenes muy altos y debido a la naturaleza de ahorro de mano de obra del brazo de distribución. Son una alternativa revolucionaria a las bombas de hormigón de línea.
El segundo tipo principal de bomba de hormigón está montado en un camión o colocado en un tráiler, y es generalmente referido a como bomba de línea o tráiler-bomba de concreto montada. Esta bomba requiere acero o mangueras de colocación concretas flexibles para ser manualmente sujetados al outlet de la máquina. Aquellas mangueras están enlazadas juntas y ventaja a whenever las necesidades concretas de ser colocadas. Bombas de línea normalmente hormigón de bomba en volúmenes más bajos que bombas de boom y está utilizado para volumen más pequeño aplicaciones de colocación concreta como piscinas, aceras, y hormigón de casa familiar solo losas y la mayoría de tierra (losas).
También hay bombas de concreto montadas sobre rieles y sobre raíles, pero son poco comunes y solo se usan en sitios de trabajo especializados como minas y túneles.

## Historia
Hasta principios del siglo XX, el concreto se mezcló en el sitio de trabajo y se transportó desde el mezclador de cemento al encofrado, ya sea en carretillas o en cubos levantados por grúas. Esto requirió mucho tiempo y trabajo. En 1927, los ingenieros alemanes Max Giese y Fritz Hull tuvieron la idea de bombear hormigón a través de tuberías. Bombearon hormigón a una altitud de 38 metros (125 pies) y una distancia de 120 metros (130 yardas). Poco después, una bomba de hormigón fue patentada en Holanda en 1932 por Jacob Cornelius Kweimn (Jacobus Cornelius Kooijman). Esta patente incorporó la patente alemana anterior del desarrollador.

## Mecanismo
Los diseñadores de bombas de concreto se enfrentan a muchos desafíos porque el concreto es pesado, viscoso, abrasivo, contiene trozos de roca dura y se solidifica si no se mantiene en movimiento.
Por lo general, se utilizan bombas de pistón, ya que pueden producir cientos de atmósferas de presión. Estas bombas tipo pistón pueden empujar cilindros de mezclas de concreto heterogéneas (agregado + cemento).
La bomba de abajo usa una válvula de tubo de transferencia, y la de la derecha usa válvulas de asiento.

## Ejemplo de rendimiento de la bomba
Para ilustrar, a continuación se muestran datos sobre una bomba de muestra de hormigón típica BRF 42.14 H:

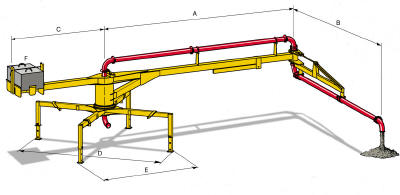
BRF 42.14 H bomba

- Alcance vertical de la pluma: 41.9 m (137 pies).
- Alcance horizontal de la pluma: 38 m (124.7 pies)
- Velocidad de bombeo: 140 m³/h (180 cuyd / h).
- Presión del concreto: 70 bar (7.000 kPa; 1,015 psi).
- Longitud del cilindro: 2.100 mm (82.677 in).
- Diámetro del cilindro: 210 mm (8.268 in).
- Número de sustituciones de golpes por minuto: 27.
- Número de patas de estabilizadores: 4.

## Galería

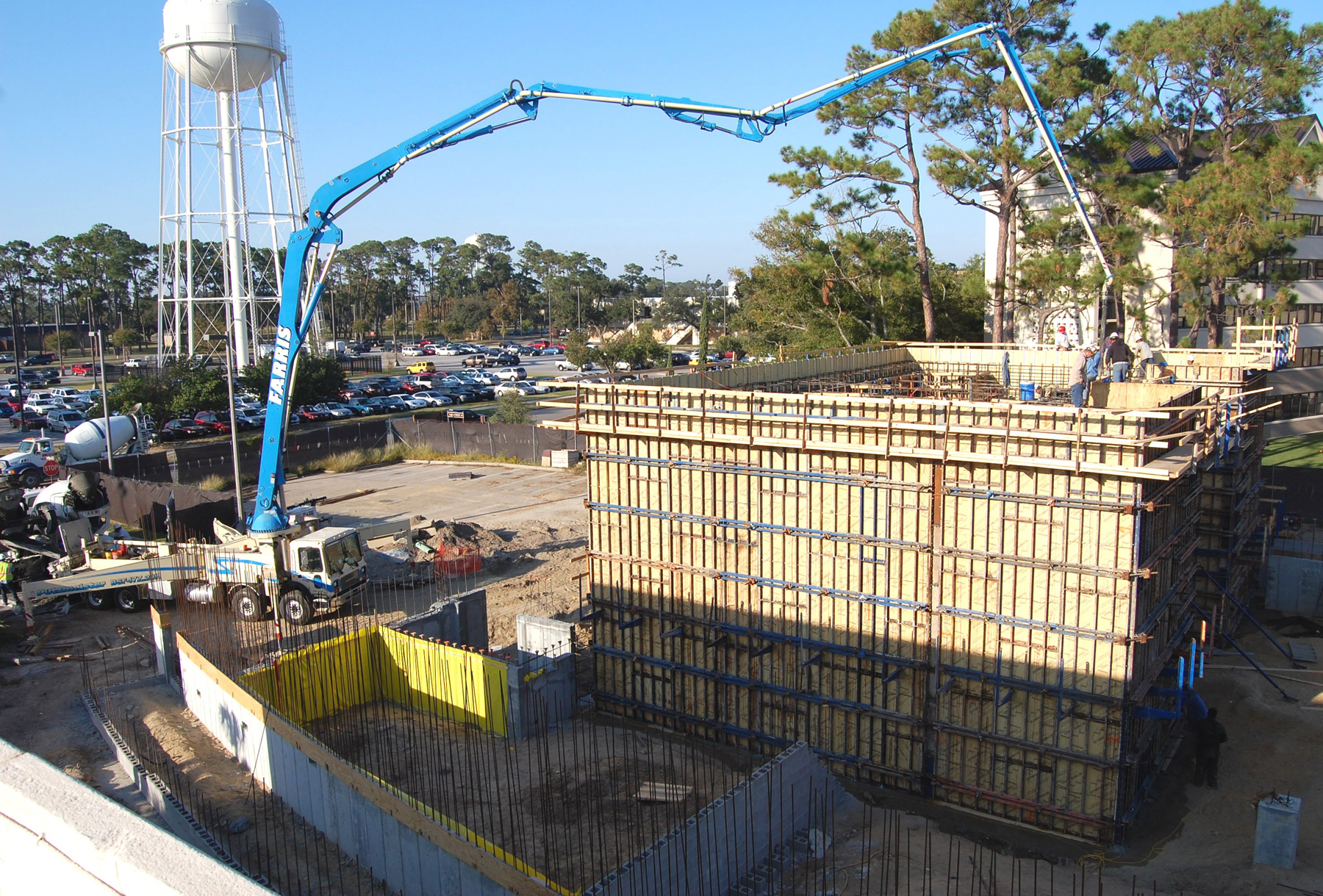
Sitio de construcción con bomba de concreto.
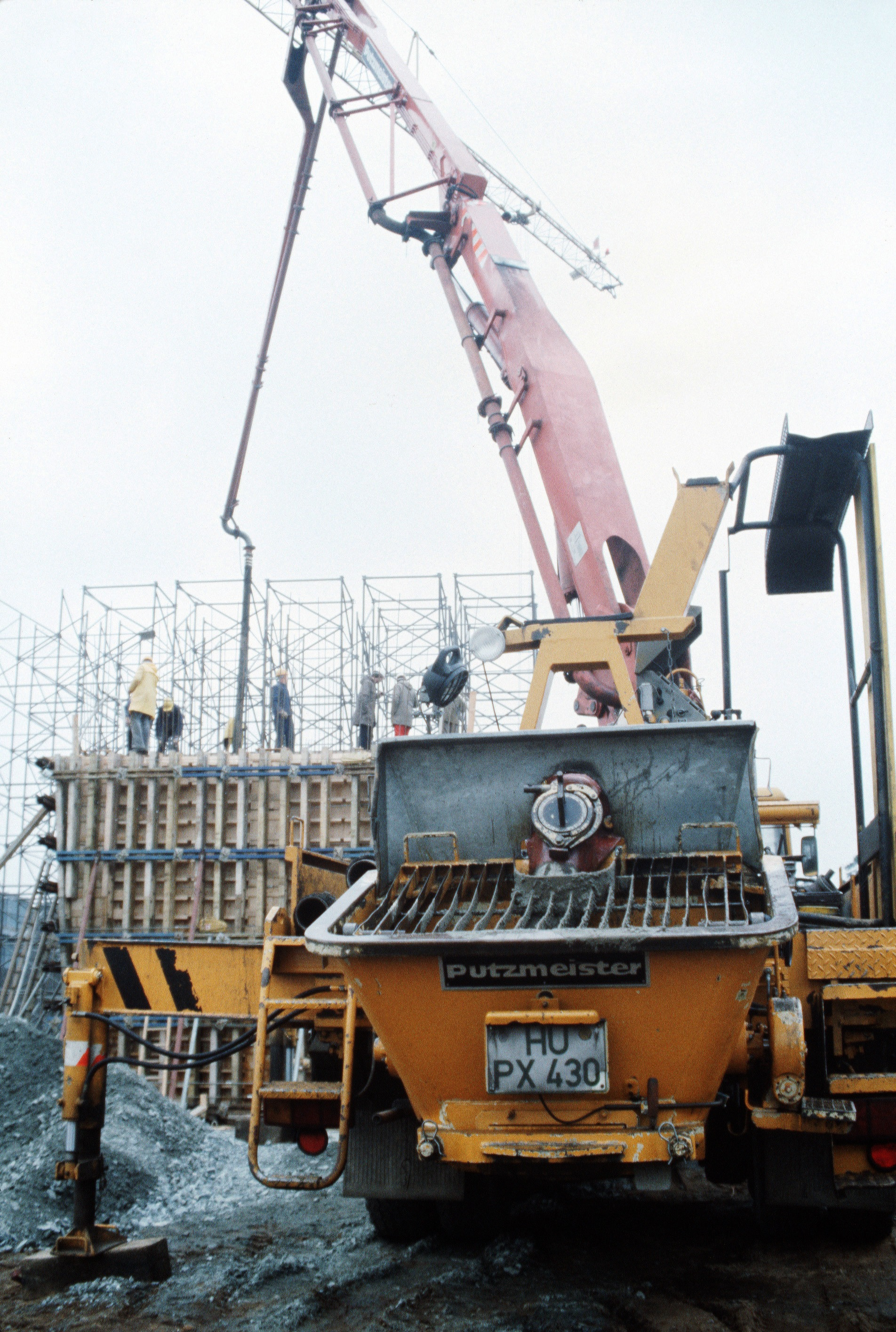
Una bomba de concreto Putzmeister, en Alemania en 1985.
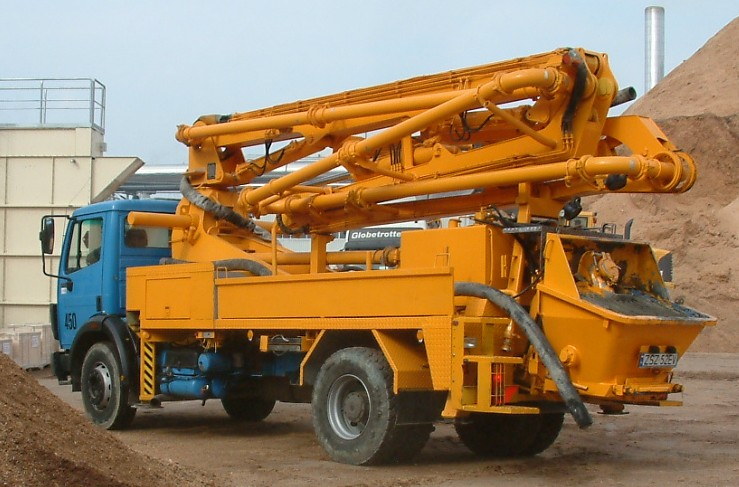
Una bomba de concreto plegada para transporte.
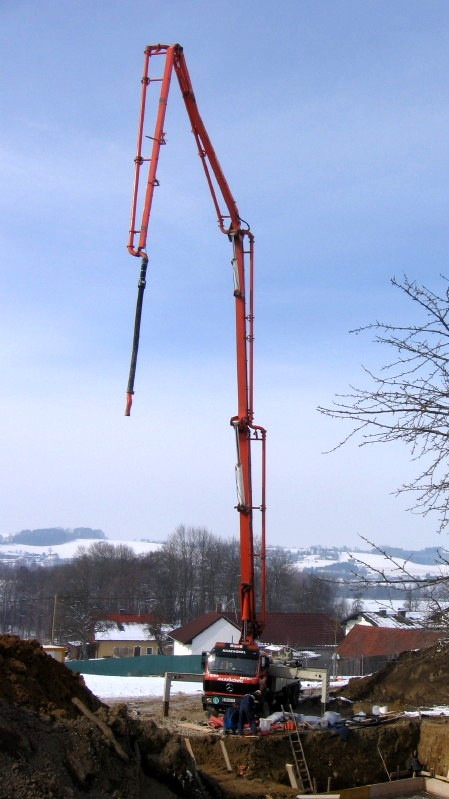
Bomba de concreto.
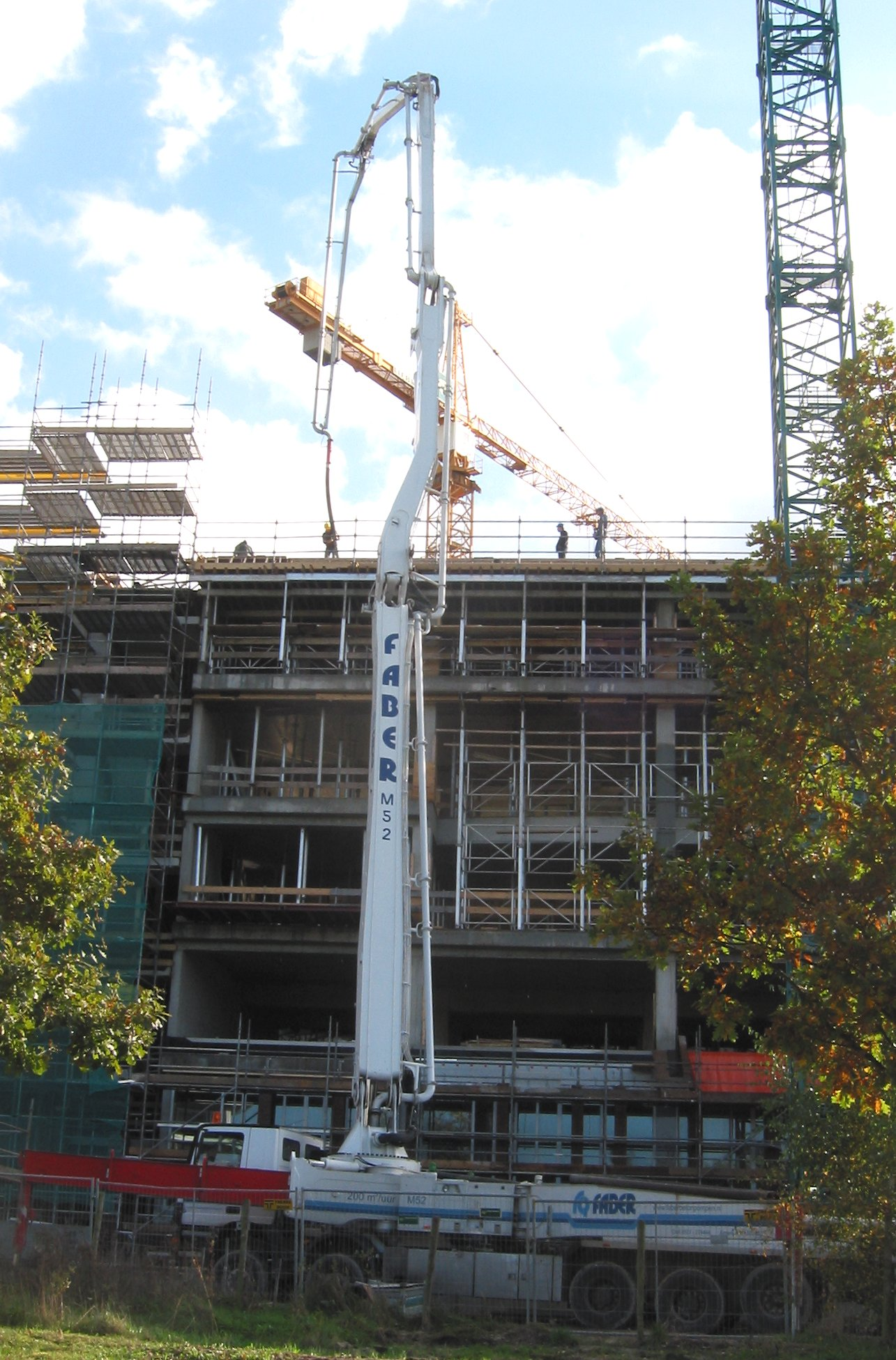
Bomba de concreto.
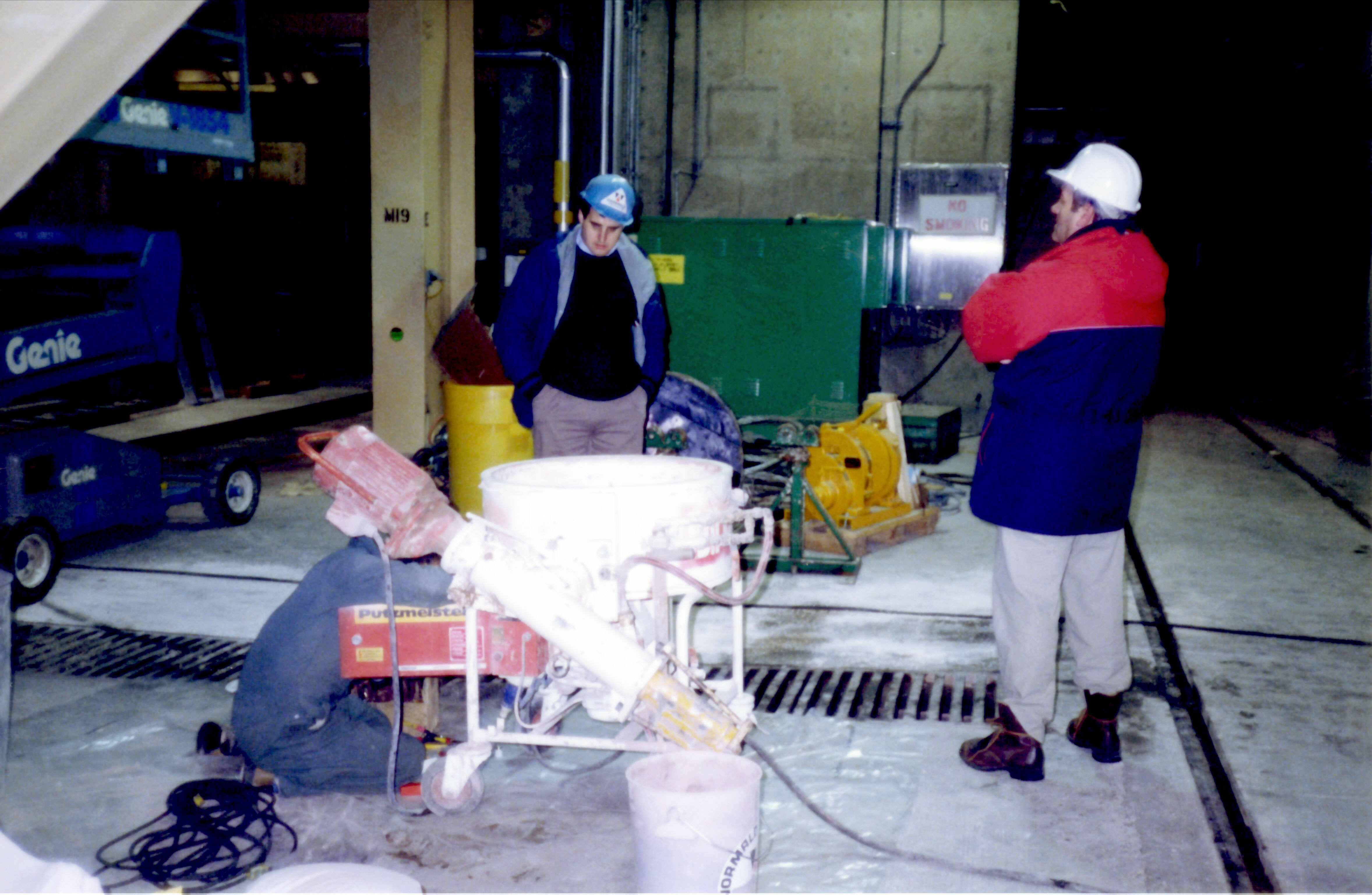
Putzmeister Marca mortero de cubicaje positivo y bomba de yeso.
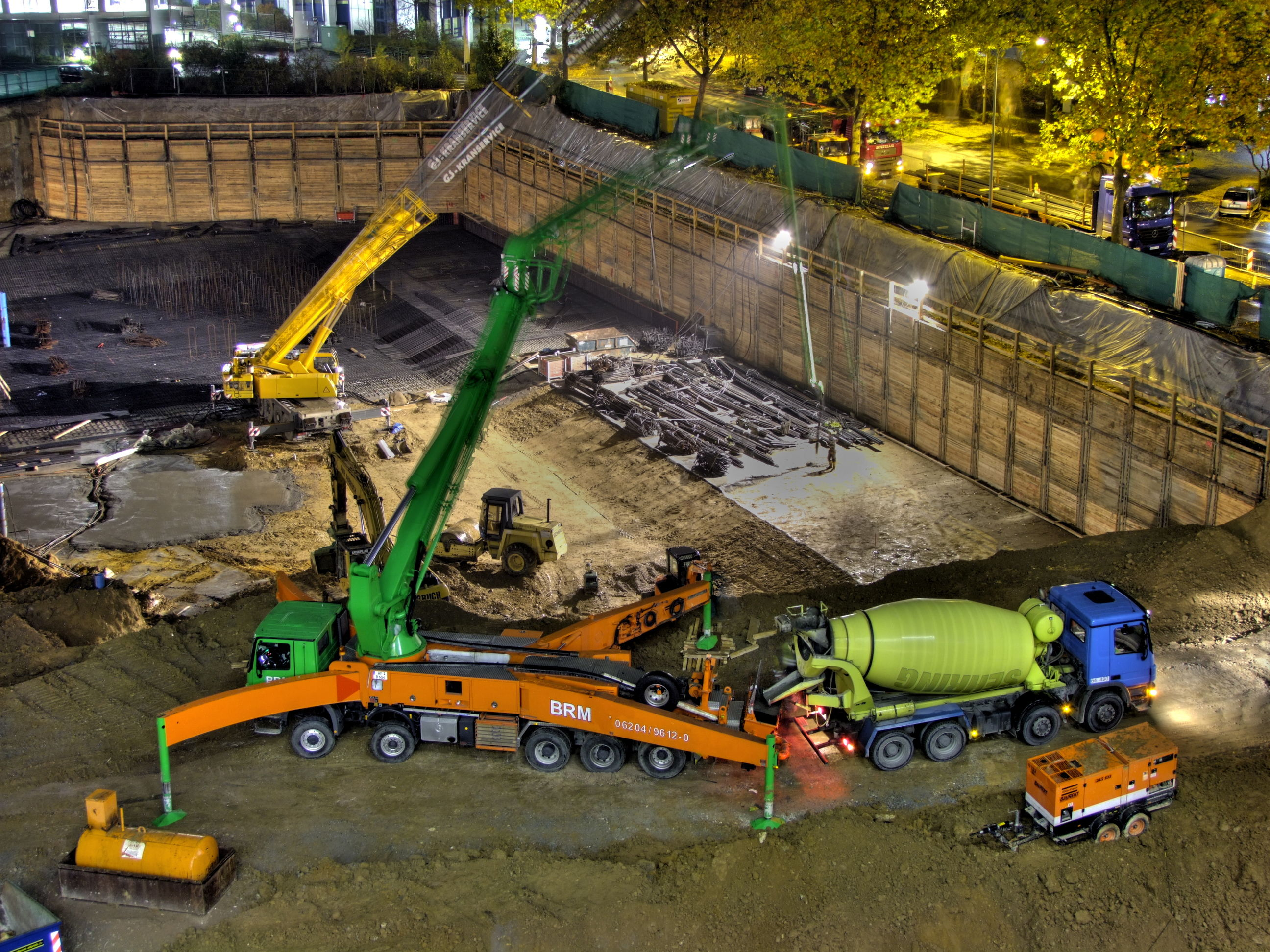
La foto muestra una bomba de concreto, trabajando en una fundación grande, vertiendo, mostrando desplegado outriggers, rebar esteras, y concretos mixer entregando hormigón.
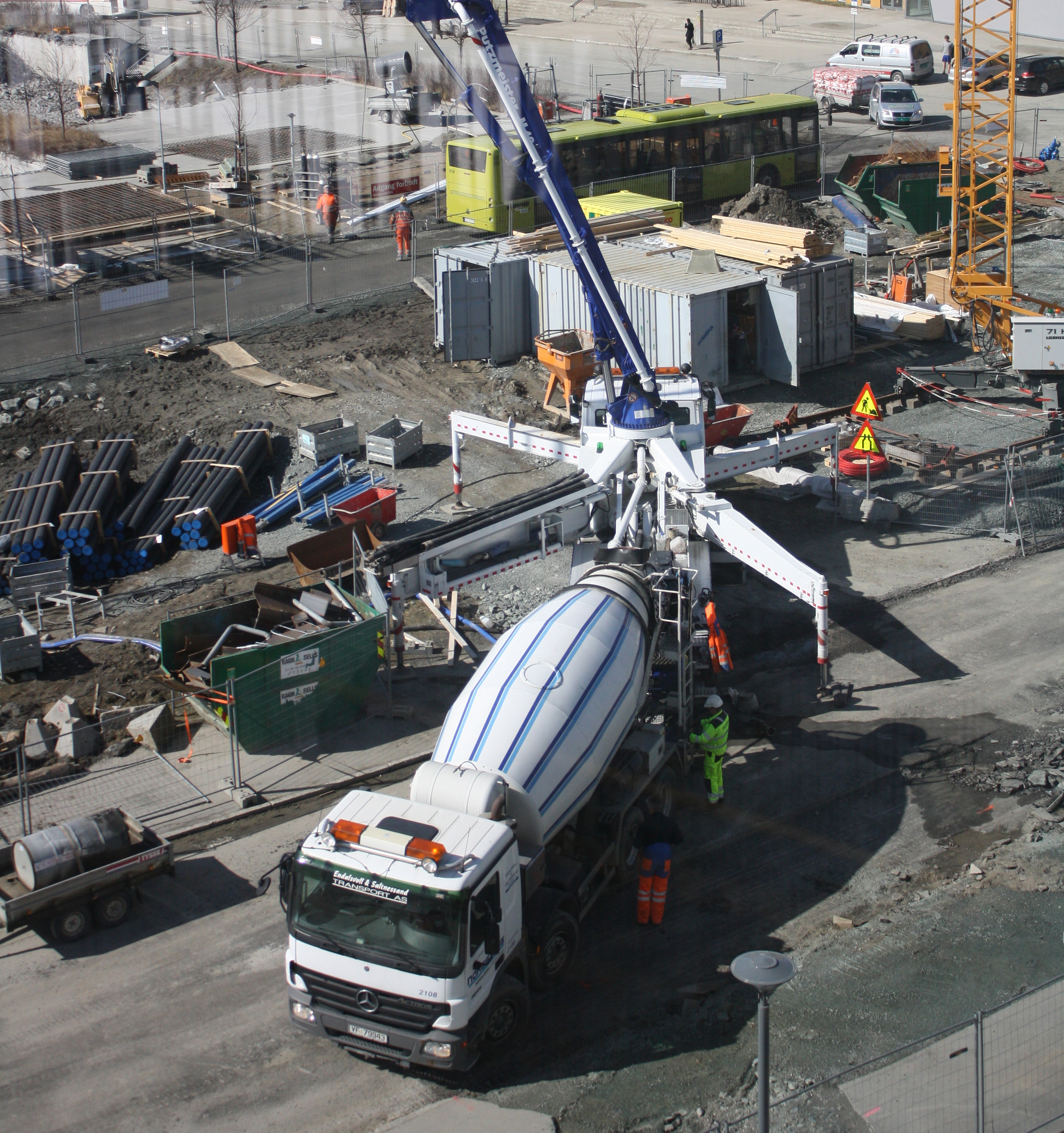
Bomba de concreto desplegada, mostrando outriggers y boom en utilizar mientras recibiendo hormigón.